# Lego Speed Champions
Lego Speed Champions est une gamme du jeu de construction Lego créée en mars 2015. Centrée sur la compétition automobile, elle se base sur des ensembles de voitures de marques, tels que Ford, Porsche, Chevrolet et Ferrari.
Elle succède aux gammes Racers et World Racers.

## Sets

### 2015
| Nom original                     | Nom français                            | No de référence | Date de sortie | Nbr de pièces | Figurines                                | Image |
| -------------------------------- | --------------------------------------- | --------------- | -------------- | ------------- | ---------------------------------------- | ----- |
| LaFerrari                        | LaFerrari                               | 75899           | 1er mars 2015  | 164           | Pilote                                   |       |
| 458 Italia GT2                   | 458 Italia GT2                          | 75908           | 1er mars 2015  | 153           | Pilote                                   |       |
| McLaren P1                       | McLaren P1                              | 75909           | 1er mars 2015  | 168           | Pilote                                   |       |
| Porsche 918 Spyder               | Porsche 918 Spyder                      | 75910           | 1er mars 2015  | 151           | Pilote                                   |       |
| McLaren Mercedes pit stop        | L'arrêt au stand McLaren Mercedes       | 75911           | 1er mars 2015  | 332           | Pilote, 2 membres de l'équipe            |       |
| Porsche 911 GT finish line       | La ligne d'arrivée de la Porsche 911 GT | 75912           | 1er mars 2015  | 551           | 2 pilotes, cardeuse, juge de course      |       |
| F14 T and Scuderia Ferrari truck | F14 T et son camion Scuderia Ferrari    | 75913           | 1er mars 2015  | 884           | Pilote, chauffeur, 4 membres de l'équipe |       |

### 2016
| Nom original                               | Nom français                                 | No de référence | Date de sortie | Nbr de pièces | Figurines                                | Image |
| ------------------------------------------ | -------------------------------------------- | --------------- | -------------- | ------------- | ---------------------------------------- | ----- |
| Chevrolet Corvette Z06                     | Chevrolet Corvette Z06                       | 75870           | 1er mars 2016  | 173           | Pilote                                   |       |
| Ford Mustang GT                            | Ford Mustang GT                              | 75871           | 1er mars 2016  | 185           | Pilote                                   |       |
| Audi R18 e-tron quattro                    | Audi R18 e-tron quattro                      | 75872           | 1er mars 2016  | 166           | Pilote                                   |       |
| Audi R8 LMS Ultra                          | Audi R8 LMS Ultra                            | 75873           | 1er mars 2016  | 175           | Pilote                                   |       |
| Chevrolet Camaro drag race                 | La course des Chevrolet Camaro               | 75874           | 1er mars 2016  | 445           | 2 pilotes, Juge de course                |       |
| Ford F-150 Raptor and Ford Model A hot rod | Ford F-150 Raptor et le bolide Ford Modèle A | 75875           | 1er mars 2016  | 664           | 2 pilotes, mécanicien, juge de course    |       |
| Porsche 919 Hybrid and 917 K pit lane      | Le stand de la Porsche 919 Hybrid et 917 K   | 75876           | 1er mars 2016  | 732           | 2 pilotes, 2 mécaniciens, juge de course |       |

### 2017
| Nom original                           | Nom français                                   | No de référence | Date de sortie | Nbr de pièces | Figurines                                                                 | Image |
| -------------------------------------- | ---------------------------------------------- | --------------- | -------------- | ------------- | ------------------------------------------------------------------------- | ----- |
| Mercedes-AMG GT3                       | Mercedes-AMG GT3                               | 75877           | 1er mars 2017  | 196           | Pilote                                                                    |       |
| Bugatti Chiron                         | Bugatti Chiron                                 | 75878           | 1er mars 2017  | 181           | Pilote                                                                    |       |
| Scuderia Ferrari SF16-H                | Scuderia Ferrari SF16-H                        | 75879           | 1er mars 2017  | 184           | Pilote                                                                    |       |
| McLaren 720S                           | McLaren 720S                                   | 75880           | juin 2017      |               | Concepteur                                                                |       |
| Ford GT 2016 & Ford GT40 1966          | Ford GT 2016 & Ford GT40 1966                  | 75881           | 1er mars 2017  | 366           | 2 pilotes, juge de course                                                 |       |
| Ferrari FXX K and development center   | Le centre de développement de la Ferrari FXX K | 75882           | 1er mars 2017  | 494           | Pilote, 2 ingénieurs, technicienne                                        |       |
| Mercedes AMG Petronas Formula One Team | Mercedes AMG Petronas Formula One Team         | 75883           | 1er mars 2017  | 941           | 2 pilotes, chef d'équipe, vendeur de hot-dogs, caméraman, fan de l'équipe |       |

### 2018
| Nom original                      | Nom français                     | No de référence | Date de sortie | Nbr de pièces | Figurines                                                | Image |
| --------------------------------- | -------------------------------- | --------------- | -------------- | ------------- | -------------------------------------------------------- | ----- |
| 1968 Ford Mustang Fastback        | 1968 Ford Mustang Fastback       | 75884           | mars 2018      |               | Pilote Ford                                              |       |
| Ford Fiesta M-Sport WRC           | Ford Fiesta M-Sport WRC          | 75885           | mars 2018      | 203           | Pilote Ford                                              |       |
| Ferrari 488 GT3 Scuderia Corsa    | Ferrari 488 GT3 Scuderia Corsa   | 75886           | mars 2018      |               | Pilote ferrari                                           |       |
| Porsche 919 Hybrid                | Porsche 919 Hybrid               | 75887           | mars 2018      |               | Pilote Porsche                                           |       |
| Porsche 911 RSR and 911 Turbo 3.0 | Porsche 911 RSR et 911 Turbo 3.0 | 75888           | mars 2018      | 391           | 2 Pilote                                                 |       |
| Ferrari Ultimate Garage           | Le stand Ferrari                 | 75889           | mars 2018      |               | 3 pilotes, un juge de course, un mécanicien, 2 visiteurs |       |

### 2019
| Nom original | Nom français                                                  | No de référence | Date de sortie   | Nbr de pièces | Figurines                                                                                         | Image |
| ------------ | ------------------------------------------------------------- | --------------- | ---------------- | ------------- | ------------------------------------------------------------------------------------------------- | ----- |
|              | Ferrari F40Competizione                                       | 75890           | 1er janvier 2019 | 198           | Pilote Ferrari                                                                                    |       |
|              | La voiture de course Chevrolet Camaro ZL1                     | 75891           | 1er janvier 2019 | 198           | Pilote Chevrolet                                                                                  |       |
|              | McLaren McLaren Senna                                         | 75892           | 1er janvier 2019 | 219           | Pilote McLaren                                                                                    |       |
|              | Dodge Challenger SRT Demon 2018 et Dodge Charger R/T 1970     | 75893           | 1er janvier 2019 | 478           | Pilote Challenger, Pilote Charger, contrôleur de course                                           |       |
|              | Mini Cooper S Rally 1967 et Mini John Cooper Works Buggy 2018 | 75894           | 1er janvier 2019 | 481           | Pilote Mini Cooper S Rally, Pilote MINI John Cooper Works Buggy, Contrôleur de course, Mécanicien |       |
|              | 1974 Porsche 911 Turbo 3.0                                    | 75895           | août 2019        | 180           | Pilote Porsche                                                                                    |       |

## Identité visuelle

Premier logotype de la gamme, en 2015.
Deuxième logotype de la gamme, en 2016.
Troisième logotype de la gamme, en 2017.